# ديوان ولي العهد (البحرين)
ديوان ولي العهد في مملكة البحرين هو جهاز أداري يتبع ولي عهد مملكة البحرين , الرئيس الحالي للديوان هو الشيخ سلمان بن أحمد بن سلمان آل خليفة منذ 4 مايو 2021.  

## رؤساء ديوان ولي العهد

### قائمة رؤساء ديوان ولي العهد
|   | شاغل المنصب                           | بداية الفترة   | نهاية الفترة  | ولي العهد                    |
| - | ------------------------------------- | -------------- | ------------- | ---------------------------- |
| 1 | الشيخ خالد بن أحمد آل خليفة           | 29 يناير 1984  | 13 أبريل 1999 | الملك حمد بن عيسى آل خليفة   |
| 1 | الشيخ خالد بن أحمد آل خليفة           | 29 يناير 1984  | 13 أبريل 1999 | الأمير سلمان بن حمد آل خليفة |
| 2 | الشيخ محمد بن عيسى بن محمد آل خليفة   | 21 نوفمبر 1999 | 14 يونيو 2005 | الأمير سلمان بن حمد آل خليفة |
| 3 | الشيخ خليفة بن دعيج آل خليفة          | 14 يونيو 2005  | 4 مايو 2021   | الأمير سلمان بن حمد آل خليفة |
| 4 | الشيخ سلمان بن أحمد بن سلمان آل خليفة | 4 مايو 2021    | حتى الأن      | الأمير سلمان بن حمد آل خليفة |